# 여자 아리랑
"여자 아리랑"은 한국에서 제작된 김기영 감독의 1994년 영화이다. 진주희 등이 주연으로 출연하였고 연제민 등이 제작에 참여하였다.

## 출연

### 주연
- 진주희
- 임옥경
- 윤철형

### 조연
- 김광배
- 김솔아
- 박혜란
- 모정호
- 박동현
- 장선
- 남포동
- 김무쓰
- 김운하
- 주상호
- 문철재
- 박동룡
- 박용팔
- 오도규
- 유혜련
- 김준호

## 기타
- 원작자: 한희작
- 조명: 조길수
- 붐어시스턴트: 손인호